# Okręg wyborczy Wycombe
Okręg wyborczy Wycombe powstał w 1295 r. i wysyłał do angielskiej, a następnie brytyjskiej, Izby Gmin dwóch deputowanych. W 1868 r. liczbę mandatów przypadających na okręg zmniejszono do jednego. Okręg obejmuje miasto High Wycombe w hrabstwie Buckinghamshire.

## Deputowani do brytyjskiej Izby Gmin z okręgu Wycombe

### Deputowani w latach 1295–1660
- 1295: Stephen Ayott i Thomas le Tayleur
- 1298: Adam de Guldeford i Roger Allitarius
- 1300: John le Pistor i Roger Allitarius
- 1306: Peter le Cotiler i John le Bake
- 1307: Peter le Cotiler i Andrew Batyn
- 1307: Peter le Cotiler i Roger de Sandwell
- 1308: Peter le Cotiler i Edmond de Haveringdoun
- 1312: Thomas Gerveys i Matthew le Fuller
- 1312: Robert Paer i William le Cassiere
- 1318: Robert Smith i William le Fote
- 1322: Richard le Haslere i Bennet le Cassiere
- 1325: John le Taylor i John de Sandwell
- 1326: Roger Sandwell i Matthew le Fuller
- 1327: Richard atte Walle i John atte Donne
- 1328: John atte Donne i Henry de Mussenden
- 1330: John le Harriere i Richard Perre
- 1332: Matthew Fuller i Richard Tottering
- 1333: Jordan de Wycombe i Richard Bennet
- 1335: John Ayot i Richard Perkyn
- 1336: John le Harriere i Thomas Gerveys
- 1336: John Ayot i Richard Abyndon
- 1337: John le Clerk i John Pool
- 1338: Stephen Ayot i John le Taverner
- 1338: Thomas Gerveys i Jordan de Preston
- 1341: Robert Stenstoole i Robert Harleyford
- 1346: Ralph Barber i Robert Harleyford
- 1347: John Martyn i Robert Cattingham
- 1348: Walter atte Leech i William Cassiere
- 1355: Thomas Gerveys i Ralph Harleyford
- 1357: Thomas Gerveys i Robert Harleyford
- 1357: Thomas Gerveys i John Mepertshale
- 1360: Thomas Gerveys i Robert le Weeler
- 1360: Thomas Gerveys i Richard Spigurnell
- 1362: Thomas Gerveys i William Frere
- 1365: Thomas Cornwaile i Richard Barbour
- 1368: Thomas Cornwaile i William atte Dene
- 1369: Thomas Gerveys i William atte Dene
- 1371: ? i William atte Dene
- 1372: John Bledlowe i William atte Dene
- 1373: Thomas Ballard i William atte Dene
- 1377: Richard Sandwell i William atte Dene
- 1378: Richard Jordaine i William atte Dene
- 1379: Richard Sandwell i William atte Dene
- 1381: Thomas Ravell i Walter Frere
- 1382: William Kele i William atte Dene
- 1383: Stephen Watford i John Petymin
- 1384: William atte Dene i Richard Kele
- 1385: Stephen Watford i Richard Kele
- 1386: Walter Frere i Richard Holyman
- 1388: Stephen Watford i William atte Dene
- 1391: William Depham i William atte Dene
- 1392: William Depham i Walter Waltham
- 1394: Walter atte Dene i Nicholas Depham
- 1396: Richard Sandwell i Walter Waltham
- 1399: John Cottingham i William Clerke
- 1401: Nicholas Sperling i John Sandwell
- 1413: Henry Sperling i Roger More
- 1414: William Hall i John Coventry
- 1415: William Clerke i Andrew Sperling
- 1417: Roger More i Andrew Sperling
- 1419: William Merchant i John Cottingham
- 1420: Roger More i Thomas Merston
- 1421: John Harewood i Thomas Pusey
- 1421: Roger More i Richard Merston
- 1422: Nicholas Stepton i John Coventry
- 1423: Roger More i John Coventry
- 1424: William Whapelade i John Cottingham
- 1425: Thomas Muston i William Stocton
- 1427: John Coventry i John Justice
- 1429: John Wellesbourn i John Bishop
- 1430: Roger More i William Fowler
- 1432: John Martyn i John Blackpoll
- 1434: John Durein i John Cottingham
- 1436: John Hill i Bartholomew Halling
- 1441: John Radeshill i John Martyn
- 1446: John Wellesbourn i John Martyn
- 1448: John Wellesbourn i John Haynes
- 1449: William Stocton i Nicholas Fayrewell
- 1450: William Stocton i Thomas More
- 1452: William Collard i David Thomasyn
- 1461: Thomas Mansell i Thomas Catsbury
- 1469: Thomas Fowler i Thomas Fayrewell
- 1478: Thomas Gate i Thomas Wellesbourn
- 1542: John Gates i William Dormer
- 1547: Thomas Fisher i Armigyll Wade
- 1550: Henry Peckham i John Cheyne
- 1553: Henry Peckham i Robert Drury
- 1554: Henry Peckham i Thomas Pymme
- 1555: John ? i Robert Drury
- 1556: Henry Peckham i Robert Drury
- 1557: Thomas Pymme i Robert Woodleafe
- 1558: Thomas Pymme i ?
- 1562: Thomas Fermore i Thomas Neale
- 1570: John Russell i Robert Christmas
- 1571: Thomas Nale i Rowland Goules
- 1584: John Morley i George Cawfield
- 1585: Thomas Ridley i George Fleetwood
- 1588: Owen Oglethorp i Francis Goodwin
- 1592: Thomas Tasburgh i Thomas Fortescue
- 1596: William Fortescue i John Tasburgh
- 1600: Richard Blunt i Henry Fleetwood
- 1603: John Townsend i Henry Fleetwood
- 1610: William Borlase i ?
- 1618: Richard Lovelace i Arthur Goodwin
- 1623: Henry Cooke i Arthur Goodwin
- 1625: Henry Cooke i Thomas Lane
- 1626: Henry Cooke i Edmund Waller
- 1628: William Borlase i Thomas Lane
- 1640: Edmund Verney i Thomas Lane
- 1645: Richard Browne i Thomas Lane
- 1649: Thomas Scot i Tobias Bridge

### Deputowani w latach 1660–1868
- 1660–1661: Edmund Petty
- 1660–1661: Richard Browne
- 1661–1673: Edmund Pye
- 1661–1673: John Borlase
- 1673–1685: John Borlase
- 1673–1679: Robert Sawyer
- 1679–1685: Thomas Lewes
- 1685–1689: Dennis Hampson
- 1685–1689: Edward Baldwin
- 1689–1696: Thomas Lewes
- 1689–1691: William Jephson
- 1691–1713: Charles Godfrey
- 1696–1698: Fleetwood Dormer
- 1698–1699: John Archdale
- 1699–1701: Thomas Archdale
- 1701–1710: Fleetwood Dormer
- 1710–1722: Thomas Lee
- 1713–1722: John Wittewrong
- 1722–1722: John Neale
- 1722–1726: Charles Egerton
- 1722–1727: John Petty, 1. hrabia Shelburne
- 1726–1726: Charles Colyear, wicehrabia Milsington
- 1726–1747: Harry Waller
- 1727–1734: William Lee
- 1734–1754: Edmund Waller
- 1747–1754: Edmund Waller
- 1754–1760: John Petty, 1. hrabia Shelburne
- 1754–1757: John Waller
- 1757–1761: Edmund Waller
- 1760–1761: William Petty, wicehrabia Fitzmaurice, wigowie
- 1761–1790: Robert James Waller
- 1761–1774: Isaac Barré
- 1774–1780: Thomas Fitzmaurice
- 1780–1786: Charles Stanhope, wicehrabia Mahon, wigowie
- 1786–1802: John Petty, hrabia Wycombe
- 1790–1794: John Jervis, wigowie
- 1794–1796: Francis Baring
- 1796–1831: John Dashwood-King, torysi
- 1802–1806: Francis Baring
- 1806–1832: Thomas Baring
- 1831–1838: Robert Smith
- 1832–1837: Charles Grey
- 1837–1862: George Dashwood, Partia Liberalna
- 1838–1841: George Robert Smith
- 1841–1847: Ralph Bernal Osborne, wigowie
- 1847–1865: Martin Tucker Smith
- 1862–1868: John Remington Mills
- 1865–1868: Robert Wynn Carrington, Partia Liberalna

### Deputowani po 1868
- 1868–1883: William Carington
- 1883–1885: Gerard Smith
- 1885–1900: Richard Curzon, wicehrabia Curzon
- 1900–1906: William Grenfell, Partia Konserwatywna
- 1906–1910: Thomas Herbert
- 1910–1914: Charles Cripps, Partia Konserwatywna
- 1914–1923: William Baring du Pré, Partia Konserwatywna
- 1923–1924: Vera Woodhouse, lady Terrington, Partia Liberalna
- 1924–1945: Alfred Knox, Partia Konserwatywna
- 1945–1951: John Haire, Partia Pracy
- 1951–1952: William Astor, Partia Konserwatywna
- 1952–1978: John Hall, Partia Konserwatywna
- 1978–2001: Ray Whitney, Partia Konserwatywna
- 2001– : Paul Goodman, Partia Konserwatywna